# Волга (Первомайський район)
Во́лга (рос. Волга) — селище у складі Первомайського району Алтайського краю, Росія. Входить до складу Первомайської сільської ради.

## Населення
Населення — 160 осіб (2010; 220 у 2002).
Національний склад (станом на 2002 рік):
- росіяни — 81 %